# Samuel J. Crawford
Samuel Johnson Crawford, född 10 april 1835 i Lawrence County, Indiana, död 21 oktober 1913 i Topeka, Kansas, var en amerikansk republikansk politiker och militär. Han var Kansas guvernör 1865–1868.
Crawford studerade vid Cincinnati College (numera University of Cincinnati) och inledde sin karriär som advokat i Garnett. Han deltog i amerikanska inbördeskriget som officer i nordstatsarmén. Han befordrades till överste och förde sedan befäl över Second Kansas Colored Infantry. Enligt föreskrifterna i nordstaternas armé fanns det alltid vita officerare som befäl i truppförband för färgade soldater.
Crawford efterträdde 1865 Thomas Carney som guvernör och efterträddes 1868 av Nehemiah Green.
Crawford avled 1913 och gravsattes på Topeka Cemetery i Topeka.